# Трубопроводи ГПЗ Киянли
Трубопроводи ГПЗ Киянли – трубопровідна система, створена у прикаспійському регіоні Туркменістану в межах розробки офшорних родовищ Блоку 1.
В 2011 році почали видобуток на газоконденсатонафтовому родовищі Махтумкулі, де встановили ризерно-колекторну платформу MCR-A. На платформі відбувається сепарація продукції, після чого вуглеводні відправляють на береговий ГПЗ Киянли через дві лінії завдовжки по 73 км – газопровід з діаметром 650 мм та конденсатопровід діаметром 300 мм.
В 2015-му на західному та центральному блоках газоконденсатонафтового родовища Діярбекир ввели в дію платформи CDDP-A та WDDP-A. Хоча це родовище розташоване ближче до узбережжя від Махтумкулі, видачу з нього продукції організували через вже наявну інфраструктуру. Для цього від проклали два мультифазні трубопроводи – довжиною 8 км та діаметром 350 мм від CDDP-A до WDDP-A та довжиною 7 км з діаметром 450 мм від WDDP-A до зазначеної на початку статті MCR-A.
Окрім зазначених вище трубопроводів, по маршруту ГПЗ Киянли – MCR-A – WDDP-A – CDDP-A прямує лінія діаметром 100 мм, призначена для транспортування моноетиленгліколю (використовується для попередження утворення гідратів у трубопроводах).
Підготований на ГПЗ Киянли товарний газ видають по перемичці завдовжки 53 км та діаметром 600 мм до трубопроводу Окарем – Гарабогаз.
Також можливо відзначити, що існує проект сполучення туркменської та азербайджанської газотранспортних систем шляхом прокладання трубопроводу між Махмуткулі та розташованим за кілька десятків кілометрів комплексом родовищ Азері-Чираг-Гюнешлі. Хоча такий варіант не забезпечить великих обсягів транспортування, проте його можливо швидко реалізувати.